# Ганг Прасад Вімал
Ганг Прасад Вімал (*गंगा प्रसाद विमल; 3 червня 1939 — 23 грудня 2019) — сучасний індійський поет, казкар, романіст, перекладач, засновник літературного руху Акагані.

## Життєпис
Народився у 1939 році у м.Уттаркаші. Закінчив середню школу у м. Ґархвал, потім у Рішікеші. Закінчив з відзнакою Аллахабадський університет. Продовжив навчання в університету Уманагару, Пенджабу. Отримав відзнаку від братства Пенджабського університету.
З 1961 до 1963 року Вімал працював науковим співробітником Університету Пенджабу, викладачючи мову гінді. У 1963 році він почав викладати в літній школі лінгвістики університету Османі (м. Хайдарабад). У 1964 році на деякий час повертається до Пенджабського університету. Проте того ж року стає науковим куратором студентів в Якір Хусейн-коледжі Делійського університету. У 1965 році отримує ступінь доктора філософії. Згодом стає греадктором щотижневика «Дешсева».
У 1989 році призначається головою Центральної дирекції гінді міністерства освіти. на цій посаді перебував до 1997 року. Водночас займався складанням словників, питанням мовознавства.
У 1999 році отримує посаду професора мовного центру Університету Джавахарлала Неру. Того ж року очолює кафедру гінді, якою керував до 2000 року. У 2004 році залишив посаду професора мовного центру університету. Останні роки життя працював головним літературним радником журналу «Агалаа», що займається питання літератури гінді. Помер 2019 року.

## Творчість
Ганг Прасад Вімал має в своєму доробку 7 поетичних збірок (найзначущі — «Дерево Бодхи». «Стільки»), 4 романи, 11 збірок оповідок («Автопортрет», «Потужність», «Заради честі»). Значна частина присвячена рідним гималайським краям, традиціям Уттаракханда та Пенджабу. Цікавим в цьому є оповідка «Тигр».
Він переклав 5 книг англійською мовою, 3 — мовою гінді, 15 книг з інших мов, зокрема вірші, оповідання та повісті.